# La Fête au Bouc
La Fête au Bouc (La Fiesta del Chivo) est une œuvre de l'écrivain hispano-péruvien Mario Vargas Llosa publiée en 2000.
Le roman traite des derniers jours de Rafael Leonidas Trujillo, président de la République dominicaine, assassiné en 1961 au bout de trente ans de dictature.

## Résumé
Le roman raconte le retour au pays d'une jeune femme nommée Urania. Urania est la fille d'un sénateur déchu Agustín Cabral dit « Caboche ». Elle retrouve un père sénile, sur un lit d'hôpital. Elle ne l'a pas revu depuis le jour où elle a dû quitter précipitamment l'île à son adolescence. Depuis lors, elle n'a jamais répondu à aucune de ses lettres. Elle lui en veut. Elle doit comprendre ce qui a conduit son père à la donner comme une offrande au dictateur.
Urania est l'une de ces vierges sacrifiées dans le but d'apaiser la colère d'un Dieu. Le dictateur sur le déclin souffre d'incontinence urinaire. Le soir où le viol se produit, elle paraît consentante comme si son père ne pouvait l'avoir égarée. Ridiculisé à la suite d'une défaillance sexuelle, le dictateur finit par la relâcher. Protégée par les religieuses, elle fuit le pays avant que la vengeance de Trujillo ne vienne laver cet affront.
Sous la dictature de Trujillo, quiconque pouvait du jour au lendemain tomber en disgrâce, perdre tous ses biens, sans qu'aucune justification ne soit jamais donnée. C'est ce qui arrive au sénateur Cabral avant qu'il ne rencontre un « entremetteur » qui va lui suggérer d'offrir sa fille.
Le livre tente d'exposer comment un régime dictatorial se construit sur un ensemble d'hommes corrompus et serviles, capables de toutes les exactions pour conserver leur rang. Ces hommes perdent tout sens critique au point de ne plus discuter les ordres reçus.
Le livre raconte les préparatifs d'une poignée de rebelles décidés à débarrasser la République Dominicaine de l'emprise de son tyran. Certains d’entre eux ont été forcés de tuer pour témoigner de leur loyauté. D'autres se sont séparés d'un être cher sur la seule injonction de Trujillo, autant de gestes qu'ils ne cessent de ressasser. L’assassinat de Trujillo doit leur permettre de se racheter de leur lâcheté passée.
Une scène particulièrement insoutenable décrit les tortures subies par un général impliqué dans le complot et le chef de la milice chargé de lui extorquer le nom de ses complices. Le général Roman a failli à son engagement de rallier l'armée au renversement du régime. Il va à son tour tenter se racheter de cette lâcheté par une conduite digne au cours des dernières heures de son existence.
La structure du roman imbrique trois points de vue différents. Le roman alterne ainsi trois récits : le retour d'Urania dans son pays, l'attentat contre Trujillo et les derniers jours du dictateur.
De temps à autre, on notera l'apparition de phrases à la deuxième personne du singulier. Ces formes qui renforcent l'aspect « interrogatoire », sonde Urania, lui permettant d'éclairer le lecteur sur ses sentiments, ses intentions.
L'histoire s'achève par la prise de pouvoir, tout en douceur, d'un homme acquis à la cause de l'Église et des États-Unis, Joaquin Balaguer. Ce dernier finit par convaincre les fils de Trujillo de quitter l'île.

## Particularité du roman
Le titre de ce roman est emprunté à un titre de merengue dominicain célèbre : Mataron al Chivo, dont les paroles sont El pueblo celebra con gran entusiasmo la fiesta del Chivo el treinta de mayo.

## Adaptation cinématographique
- 2005 : La fiesta del Chivo (es), film espagnol réalisé par Luis Llosa, le cousin de l'auteur, et mettant en vedette Tomás Milián et Isabella Rossellini